# The Exploits of Parker
The Exploits of Parker è un cortometraggio muto del 1918 diretto da W.P. Kellino.

## Trama
Un agente licenziato apre un'agenzia investigativa privata.

## Produzione
Il film fu prodotto dalla Ruffells.

## Distribuzione
Distribuito dalla Ruffells, il film - un cortometraggio di 714 metri - uscì nelle sale cinematografiche britanniche nel gennaio 1918.